# 沙拉罗讷河畔沙蒂永
沙拉罗讷河畔沙蒂永（法語：Châtillon-sur-Chalaronne，法語發音：[ʃatijɔ̃ syʁ ʃalaʁɔn]），法国东部城市，奥弗涅-罗讷-阿尔卑斯大区安省的一个市镇，隶属于布雷斯地区布尔格区，其市镇面积为17.86平方公里，2022年1月1日时人口数量为5,154人，在法国城市中排名第2,250位。
沙拉罗讷河畔沙蒂永位于安省西南部，沙拉罗讷河畔，是一个区域性的中心城市，多条公路在此交汇。法国植物学家菲利伯·康默森出生于沙拉罗讷河畔沙蒂永。

## 地名来源

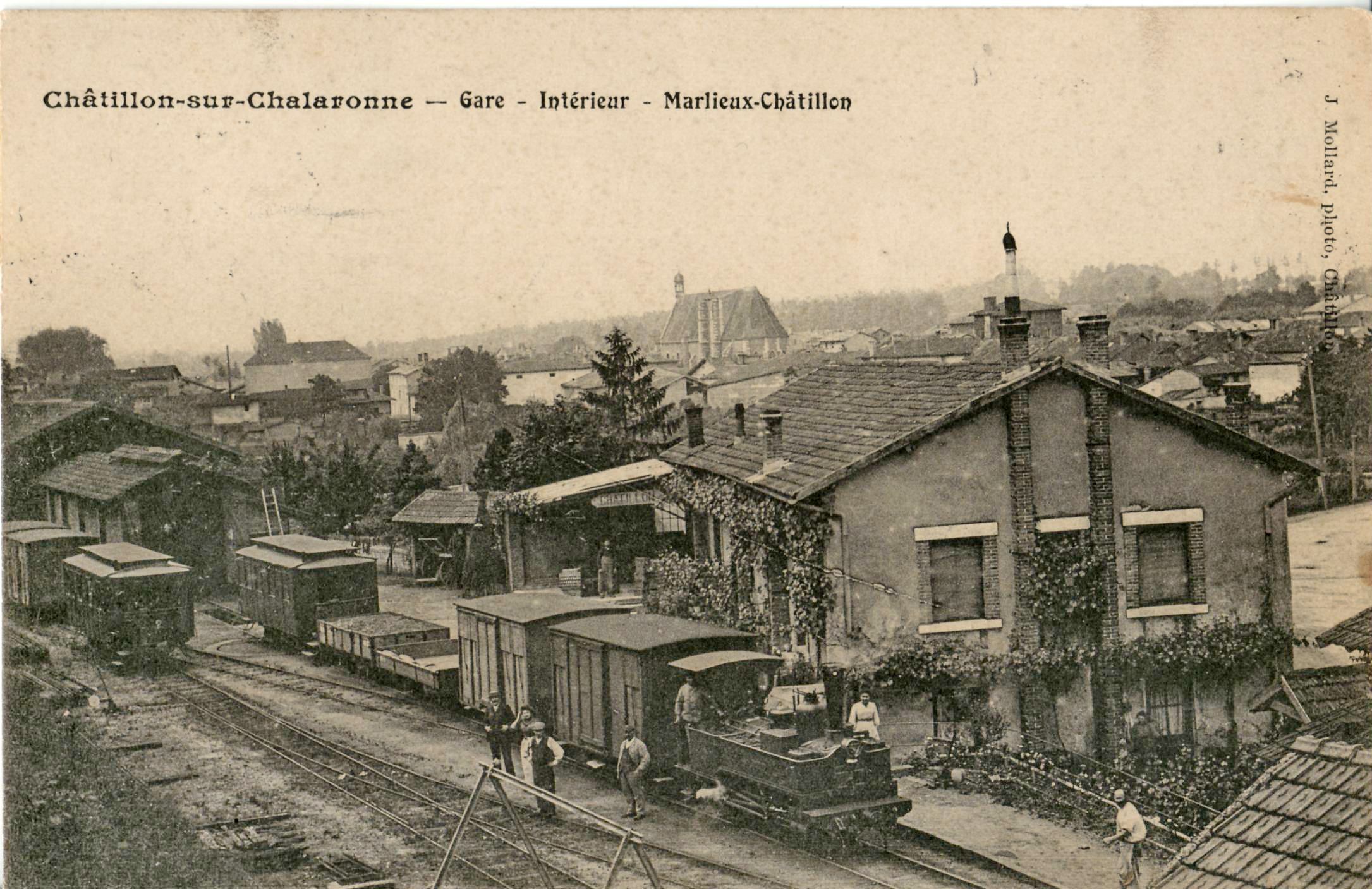
20世纪初的沙拉罗讷河畔沙蒂永火车站

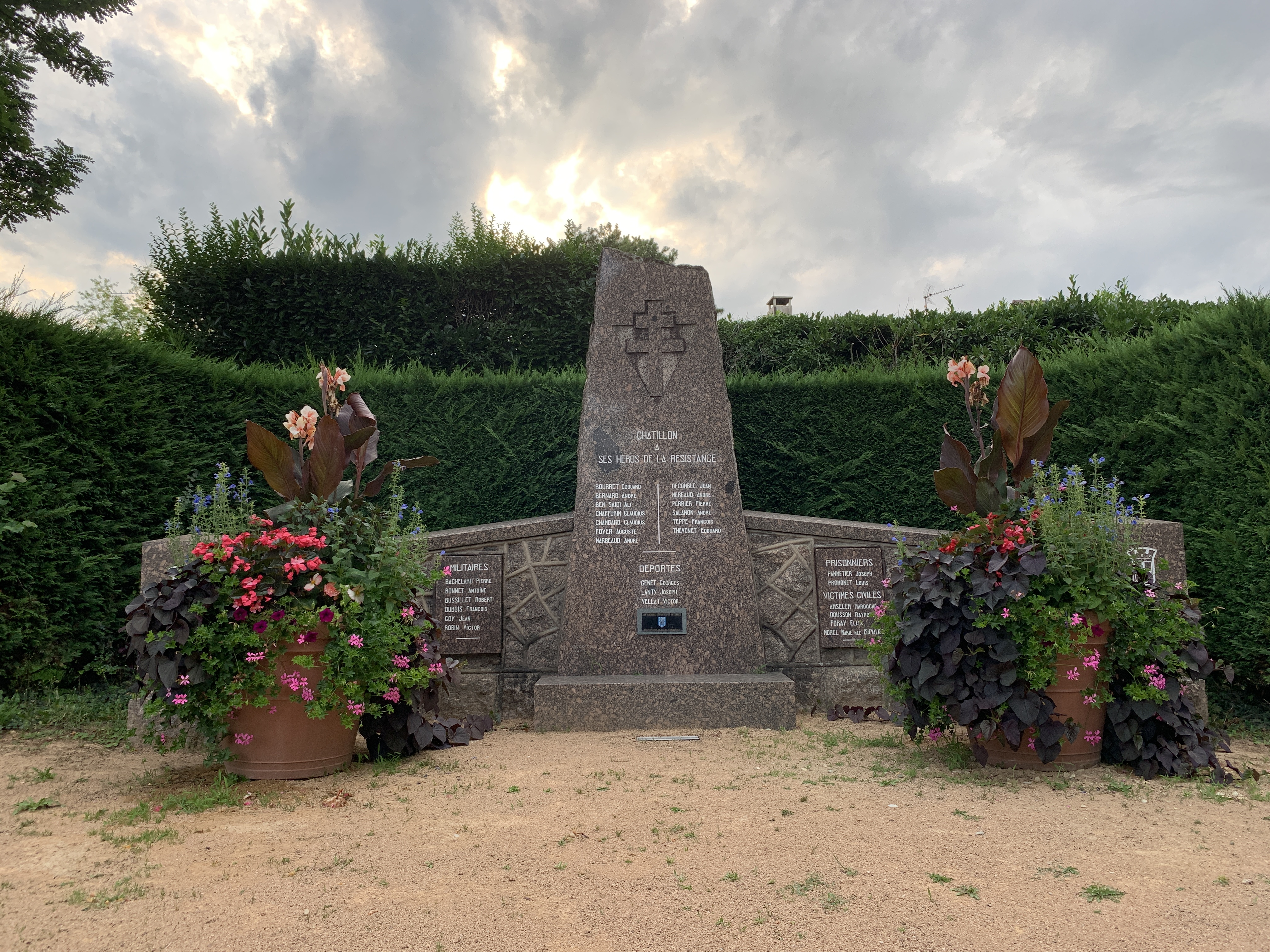
抵抗运动纪念碑

“沙蒂永”意为“城堡”，该名称来源于拉丁语单词“castellum”，其对应的法语单词为“Château”。
“沙拉罗讷”一名可能来源于高卢语单词“caljo”，意为“石块”，对应现代法语单词“caillou”。

## 历史
根据当地官方网站的论述，沙拉罗讷河畔沙蒂永在公元前十世纪即已出现人类活动。罗马时期，一条道路由此通过。中世纪时，沙蒂永为勃艮第王国的一处领地，1032年，神圣罗马帝国国王康拉德二世率兵占领了此地。12世纪时，当地领主罗贝尔（Robert）将沙蒂永转让给了博若莱伯爵。13世纪末，博若莱的女伯爵西贝尔与萨瓦伯爵阿梅代五世联姻。16世纪末，法兰西王国与萨瓦伯爵之间发生战争。1601年，根据《里昂条约》，沙蒂永成为布雷斯地区的一部分，该区域彻底脱离萨伏伊，成为法兰西王国的一个行省。法国大革命后，沙蒂永被更名为“沙蒂永莱栋布”（Châtillon-les-Dombes），成为安省的一个市镇，并在1790至1800年间为该省的一个地区行署。其间，弗勒里约（Fleurieux）、拉贝尔热芒-克莱芒西亚、叙利尼亚三个市镇先后并入沙蒂永。1801年，沙蒂永莱栋布更名为沙拉罗讷河畔沙蒂永。叙利尼亚和拉贝尔热芒-克莱芒西亚先后于1809年和1857年再次分离成为独立市镇。此外，1837至1846年间，勒勒旺曾并入沙拉罗讷河畔沙蒂永。1863年，沙拉罗讷河畔沙蒂永跑马场建成，成为安省境内首个跑马场。二战期间，沙拉罗讷河畔沙蒂永及其所在的安省出现了多个抵抗运动组织，战后，当地建成了抵抗运动纪念碑。二战后，当地人口数量有所增加。

## 地理

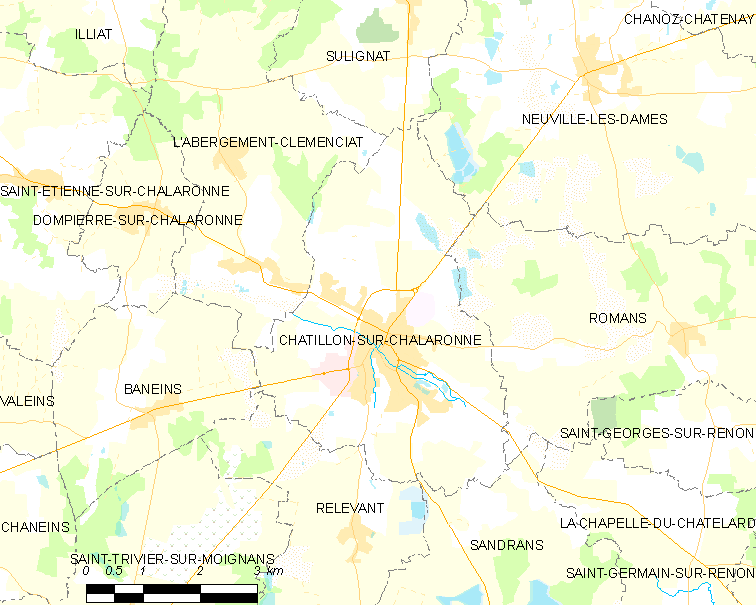
沙拉罗讷河畔沙蒂永市镇范围地图

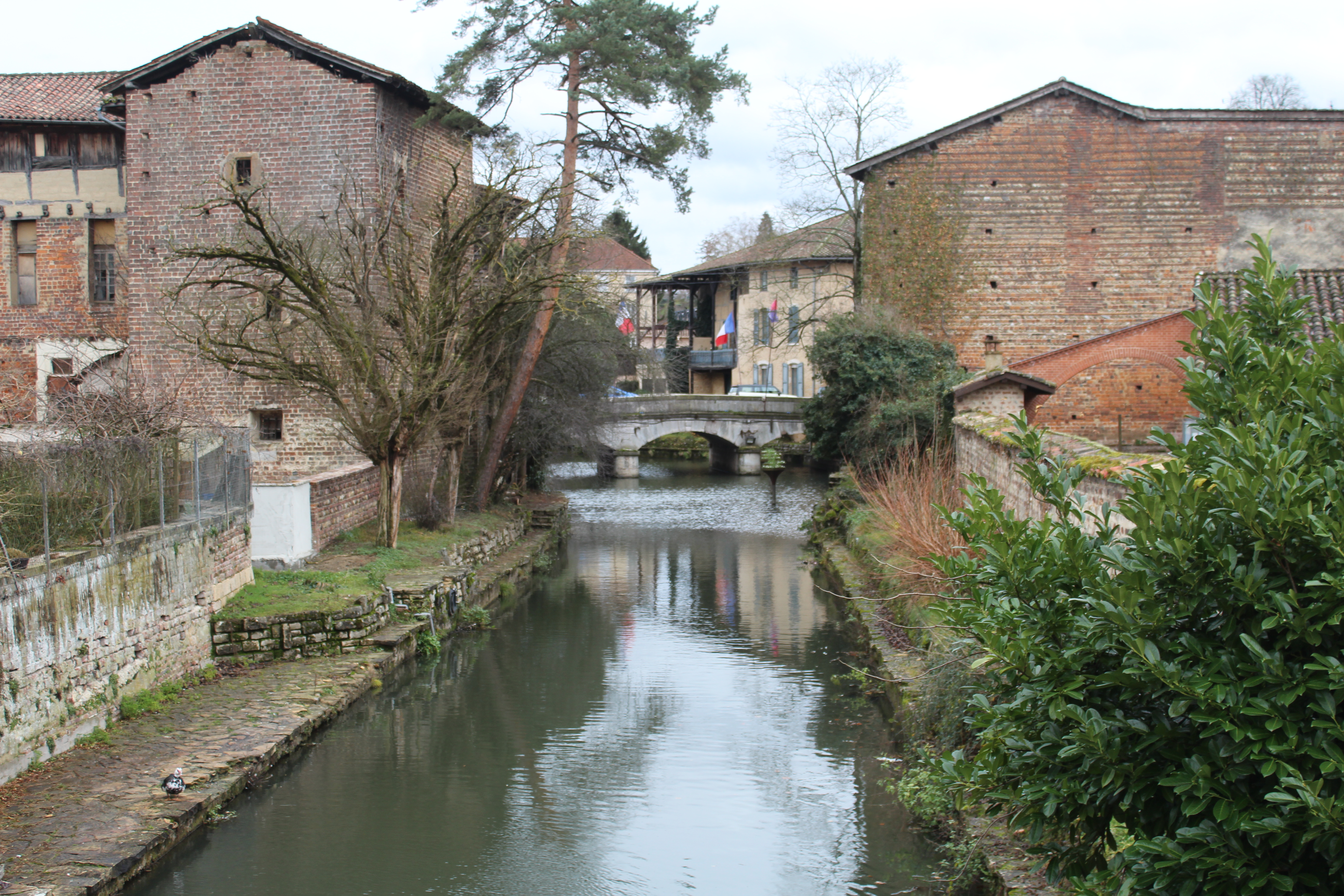
沙拉罗讷河

沙拉罗讷河畔沙蒂永位于法国东部，奥弗涅-罗讷-阿尔卑斯大区东北部和安省西南部，距离省会布雷斯地区布尔格大约24公里。与沙拉罗讷河畔沙蒂永接壤的市镇包括：拉贝热芒-克莱芒西亚、巴南、讷维尔莱达姆、勒勒旺、罗芒、桑德朗、叙利尼亚。

### 地形
沙拉罗讷河畔沙蒂永位于栋布平原西北部，境内以平原为主，市镇中心地势较为平坦，沙拉罗讷河南北两侧略有起伏，全境海拔在215到274米之间。

### 水文
沙拉罗讷河干流自东南向西北流经境内，其左岸支流勒勒旺河（Le Relevant）在此与其交汇。沙拉罗讷河畔沙蒂永境内有多处湖泊，如戈带草地湖（Étang des Prés Gaudet）、皮泰湖（Étang de Putet）等。

### 植被
沙拉罗讷河畔沙蒂永属于温带阔叶混交林区，林地主要分布于河流附近。
在鲜花城市的评比中，沙拉罗讷河畔沙蒂永被评为4星级（最高级）鲜花城市。

### 气候
沙拉罗讷河畔沙蒂永在柯本气候分类法中属于带有大陆性特征的温带海洋性气候。
距离沙拉罗讷河畔沙蒂永最近的常年气象站位于巴南斯境内，以下为该气象站的数据（其中日照数据取自马孔）：
| 巴南斯1981年－2019年 | 巴南斯1981年－2019年 | 巴南斯1981年－2019年 | 巴南斯1981年－2019年 | 巴南斯1981年－2019年 | 巴南斯1981年－2019年 | 巴南斯1981年－2019年 | 巴南斯1981年－2019年 | 巴南斯1981年－2019年 | 巴南斯1981年－2019年 | 巴南斯1981年－2019年 | 巴南斯1981年－2019年 | 巴南斯1981年－2019年 | 巴南斯1981年－2019年 |
| 月份                 | 1月                  | 2月                  | 3月                  | 4月                  | 5月                  | 6月                  | 7月                  | 8月                  | 9月                  | 10月                 | 11月                 | 12月                 | 全年                 |
| -------------------- | -------------------- | -------------------- | -------------------- | -------------------- | -------------------- | -------------------- | -------------------- | -------------------- | -------------------- | -------------------- | -------------------- | -------------------- | -------------------- |
| 历史最高温 °C（°F）  | 17 (63)              | 20 (68)              | 26 (79)              | 30.5 (86.9)          | 35 (95)              | 38.7 (101.7)         | 38.5 (101.3)         | 40.3 (104.5)         | 35 (95)              | 30.5 (86.9)          | 23 (73)              | 18.5 (65.3)          | 40.3 (104.5)         |
| 平均高温 °C（°F）    | 6.2 (43.2)           | 8.6 (47.5)           | 13 (55)              | 16.6 (61.9)          | 21.5 (70.7)          | 25.1 (77.2)          | 27.8 (82.0)          | 27.6 (81.7)          | 22.5 (72.5)          | 17.3 (63.1)          | 10.4 (50.7)          | 6.6 (43.9)           | 16.9 (62.4)          |
| 日均气温 °C（°F）    | 3.6 (38.5)           | 5.1 (41.2)           | 8.6 (47.5)           | 11.4 (52.5)          | 16.1 (61.0)          | 19.5 (67.1)          | 21.7 (71.1)          | 21.2 (70.2)          | 17 (63)              | 13.1 (55.6)          | 7.3 (45.1)           | 4.2 (39.6)           | 12.4 (54.3)          |
| 平均低温 °C（°F）    | 1 (34)               | 1.7 (35.1)           | 4.1 (39.4)           | 6.3 (43.3)           | 10.7 (51.3)          | 13.9 (57.0)          | 15.6 (60.1)          | 14.9 (58.8)          | 11.5 (52.7)          | 9 (48)               | 4.3 (39.7)           | 1.9 (35.4)           | 7.9 (46.2)           |
| 历史最低温 °C（°F）  | −13.3 (8.1)          | −13.5 (7.7)          | −11 (12)             | −7.2 (19.0)          | 0.5 (32.9)           | 5.5 (41.9)           | 7 (45)               | 4.5 (40.1)           | 1 (34)               | −5.5 (22.1)          | −8.5 (16.7)          | −15 (5)              | −15 (5)              |
| 平均降水量 mm（）    | 57.6 (2.27)          | 53.6 (2.11)          | 55.1 (2.17)          | 79.5 (3.13)          | 94.2 (3.71)          | 84.5 (3.33)          | 75.4 (2.97)          | 73.6 (2.90)          | 84.1 (3.31)          | 95.5 (3.76)          | 86.5 (3.41)          | 64.8 (2.55)          | 904.4 (35.61)        |
| 月均日照時數         | 61.9                 | 91.5                 | 154.9                | 182                  | 212.9                | 245.3                | 267.7                | 242.4                | 185.6                | 116.9                | 70.3                 | 50.5                 | 1,881.9              |
| 来源：infoclimat.fr  |                      |                      |                      |                      |                      |                      |                      |                      |                      |                      |                      |                      |                      |

## 行政区划
沙拉罗讷河畔沙蒂永是法国奥弗涅-罗讷-阿尔卑斯大区安省的一个市镇，编号为01093。沙拉罗讷河畔沙蒂永隶属于布雷斯地区布尔格区和安省第四选区，管理沙拉罗讷河畔沙蒂永县，同时也是栋布市镇公共社区的办公驻地。
法国国家统计与经济研究所（简称）在进行数据统计时，将沙拉罗讷河畔沙蒂永单独设为沙拉罗讷河畔沙蒂永城市核心区。自2020年起，沙拉罗讷河畔沙蒂永被划入包括5个市镇的沙拉罗讷河畔沙蒂永城市辐射区内。此外，还将沙拉罗讷河畔沙蒂永市镇整体看作一个“块区”（IRIS），以便于统计人口分布情况。

## 交通

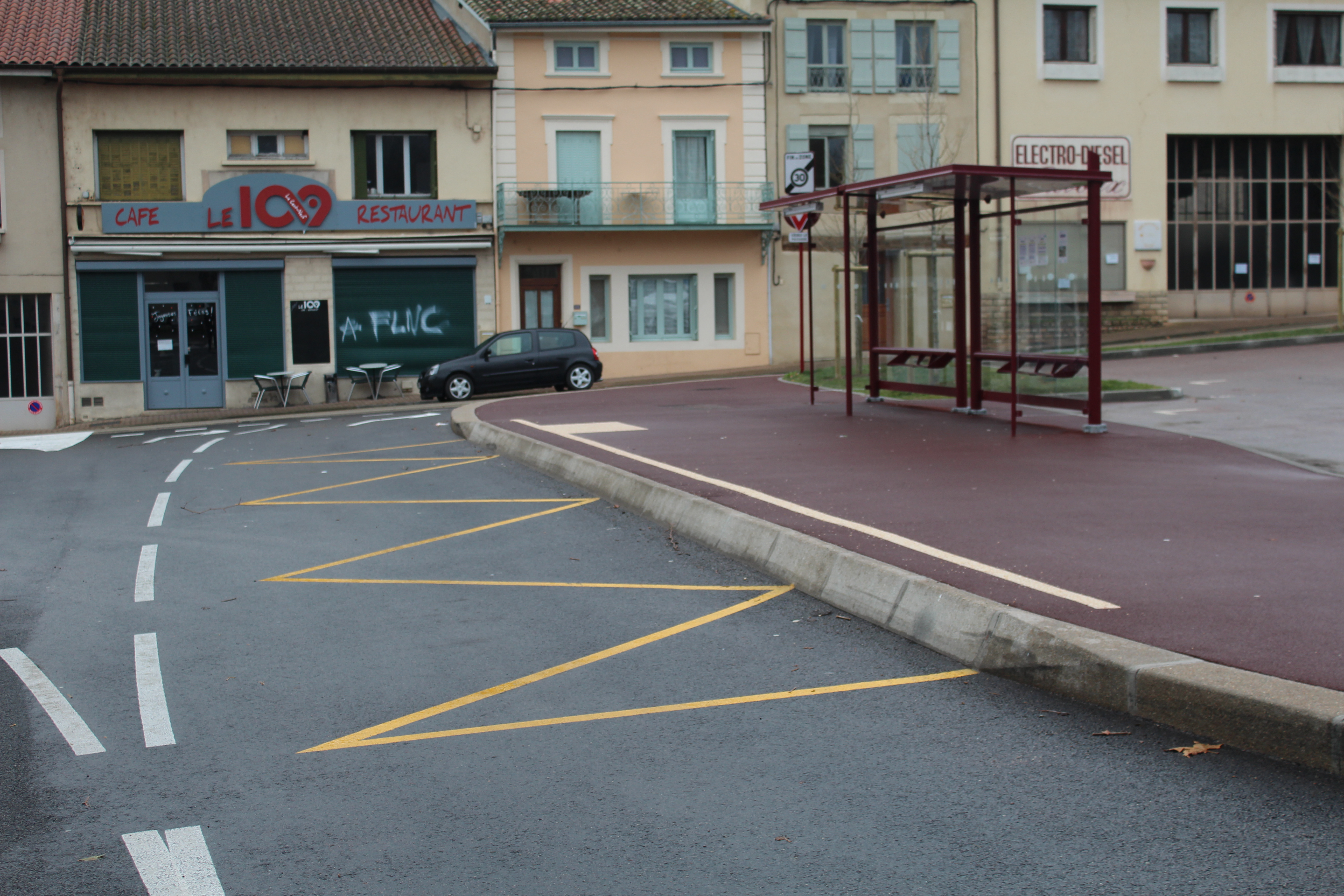
沙拉罗讷河畔沙蒂永的城际巴士车站

### 公路
多条安省省道在沙拉罗讷河畔沙蒂永境内交汇，奥弗涅-罗讷-阿尔卑斯大区下属的安省城际客运提供巴士线路，可前往布雷斯地区布尔格、维拉尔莱栋布和博若莱地区贝尔维尔。
| 30 巴黎 里昂 | 18 |

| 布雷斯地区布尔格 | 24 |

| 佩罗纳斯 | 24 |

| 马孔 | 28 |

| 维拉尔莱栋布 | 16 |

| 索恩河畔自由城 | 28 |

| 博若莱地区贝尔维尔 | 18 |

2018年，76.2%的沙拉罗讷河畔沙蒂永家庭拥有至少一辆私人汽车。2019年，沙拉罗讷河畔沙蒂永境内共发生各类交通事故1起，造成1人受伤。

### 铁路
沙拉罗讷河畔沙蒂永位于安省有轨电车线路网内，该路网已于1954年彻底关闭。
距离沙拉罗讷河畔沙蒂永最近的运营中的客运铁路车站为12公里外的马尔略-沙蒂永站，该站停靠往返于里昂和布雷斯地区布尔格一线的区域列车。

### 航空
距离沙拉罗讷河畔沙蒂永最近的民用航空站为里昂圣埃克絮佩里机场，距离沙拉罗讷河畔沙蒂永市中心的公路里程约54公里。

### 城市公共交通
截至2022年1月，沙拉罗讷河畔沙蒂永暂无城市公共交通系统。

## 政治

### 市政内阁

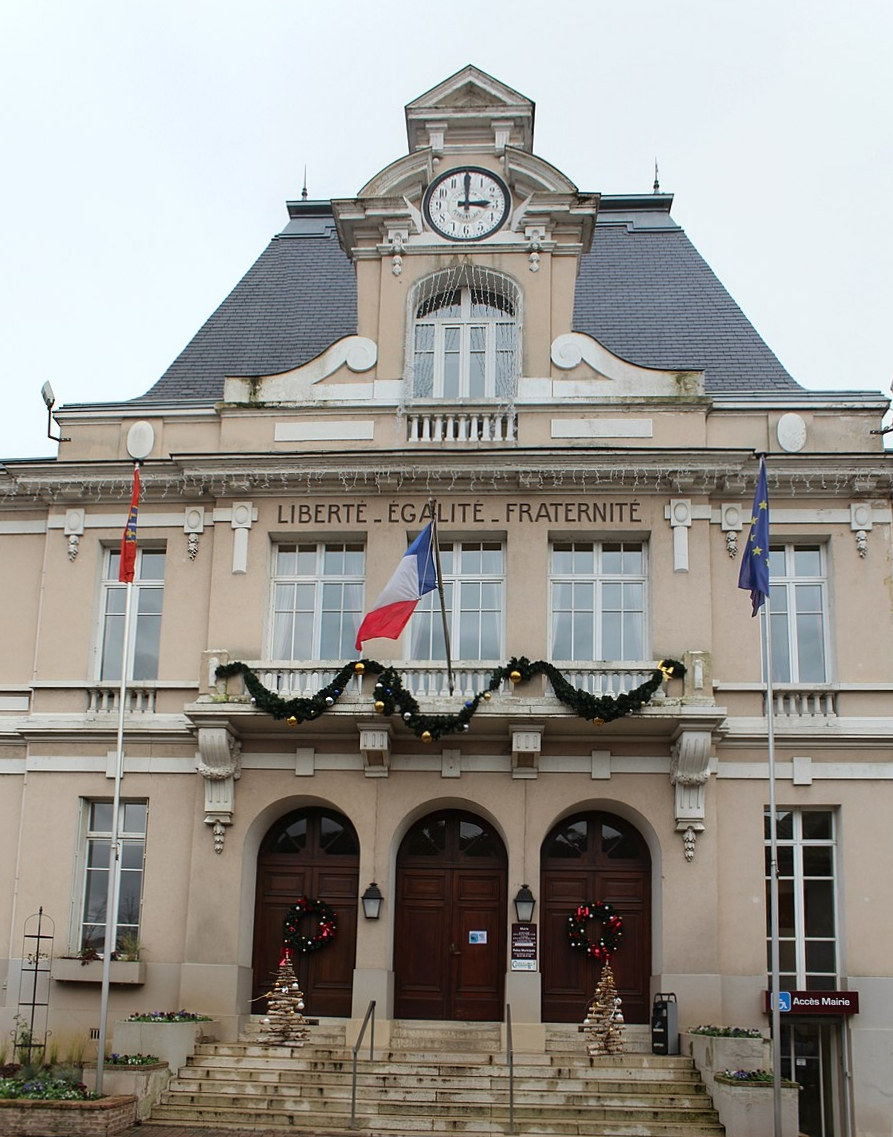
沙拉罗讷河畔沙蒂永市政厅

沙拉罗讷河畔沙蒂永的现任市长为帕特里克·马蒂亚斯先生（Patrick Mathias），他是共和党的一名成员，在2020年的市政选举中获得了57.46%的支持率。
| 沙拉罗讷河畔沙蒂永历届市长 | 沙拉罗讷河畔沙蒂永历届市长        | 沙拉罗讷河畔沙蒂永历届市长  |
| 任期                       | 市长                              | 党派                        |
| -------------------------- | --------------------------------- | --------------------------- |
| 1959年－1975年             | Raymond Sarbach 雷蒙·萨尔巴克     | 不详                        |
| 1975年－1979年             | Maurice Lagrange 莫里斯·拉格朗日  | DVD右翼无党派人士           |
| 1979年－1989年             | Jean Decomble 让·德孔布勒         | 不详                        |
| 1989年－2008年             | Noël Ravassard 努埃尔·拉瓦萨尔    | PS社会党 →DVG左翼无党派人士 |
| 2008年－2016年             | Yves Clayette 伊夫·克拉耶特       | UMP人民运动联盟 →LR共和黨   |
| 2016年－                   | Patrick Mathias 帕特里克·马蒂亚斯 | LR共和黨                    |

### 各级选举
| 沙拉罗讷河畔沙蒂永历届投票选举结果 | 沙拉罗讷河畔沙蒂永历届投票选举结果 | 沙拉罗讷河畔沙蒂永历届投票选举结果 | 沙拉罗讷河畔沙蒂永历届投票选举结果 | 沙拉罗讷河畔沙蒂永历届投票选举结果 | 沙拉罗讷河畔沙蒂永历届投票选举结果 | 沙拉罗讷河畔沙蒂永历届投票选举结果 | 沙拉罗讷河畔沙蒂永历届投票选举结果 | 沙拉罗讷河畔沙蒂永历届投票选举结果 | 沙拉罗讷河畔沙蒂永历届投票选举结果 |
| 选举项目                           | 选举范围                           | 选区单位                           | 选举结果                           | 选举结果                           | 选举结果                           | 选举结果                           | 选举结果                           | 选举结果                           | 参考资料                           |
| 选举项目                           | 选举范围                           | 选区单位                           | 第一轮胜出者                       | 第一轮胜出者                       | 支持率                             | 第二轮胜出者                       | 第二轮胜出者                       | 支持率                             | 参考资料                           |
| ---------------------------------- | ---------------------------------- | ---------------------------------- | ---------------------------------- | ---------------------------------- | ---------------------------------- | ---------------------------------- | ---------------------------------- | ---------------------------------- | ---------------------------------- |
| 2017年法國總統選舉                 | 法國                               | 市镇                               |                                    | 弗朗索瓦·菲永                      | 26.61%                             |                                    | 埃马纽埃尔·马克龙                  | 58.37%                             | [ 20 ]                             |
| 2017年法国立法选举                 | 安省第四选区                       | 市镇                               |                                    | 斯泰凡·特龙皮耶                    | 34.06%                             |                                    | 斯泰凡·特龙皮耶                    | 63.66%                             | [ 20 ]                             |
| 2019年欧洲议会选举                 | 法國                               | 市镇                               |                                    | 若尔当·巴尔代拉                    | 25.27%                             | （不适用）                         | （不适用）                         | （不适用）                         | [ 20 ]                             |
| 2021年法国省级选举                 | 安省                               | 县                                 |                                    | CHMARA Patricia MATHIAS Patrick    | 43.77%                             |                                    | CHMARA Patricia MATHIAS Patrick    | 63.9%                              | [ 21 ]                             |
| 2021年法国省级选举                 | 安省                               | 市镇                               |                                    | CHMARA Patricia MATHIAS Patrick    | 53.36%                             |                                    | CHMARA Patricia MATHIAS Patrick    | 66.67%                             | [ 21 ]                             |
| 2021年法国大区选举                 |                                    | 市镇                               |                                    | 洛朗·沃基耶                        | 50.55%                             |                                    | 洛朗·沃基耶                        | 62.92%                             | [ 22 ]                             |
| 2022年法国总统选举                 | 法國                               | 市镇                               |                                    | 埃马纽埃尔·马克龙                  | 30.69%                             |                                    | 埃马纽埃尔·马克龙                  | 53.89%                             |                                    |

## 人口
2018年，沙拉罗讷河畔沙蒂永市镇人口数量为4,881，在法国排名第2,250位。其中男性2,281人，女性2,600人，75岁及以上人口占13.1%，外籍人口数量为967人，人口密度为271人/平方公里，当地居民被称为（男性）或（女性）。2019年，沙拉罗讷河畔沙蒂永境内出生36人，死亡人口107人。
| 沙拉罗讷河畔沙蒂永1901年－2019年人口变化情况 |
|                                              |
| 数据来源：Cassini、INSEE                     |

## 经济

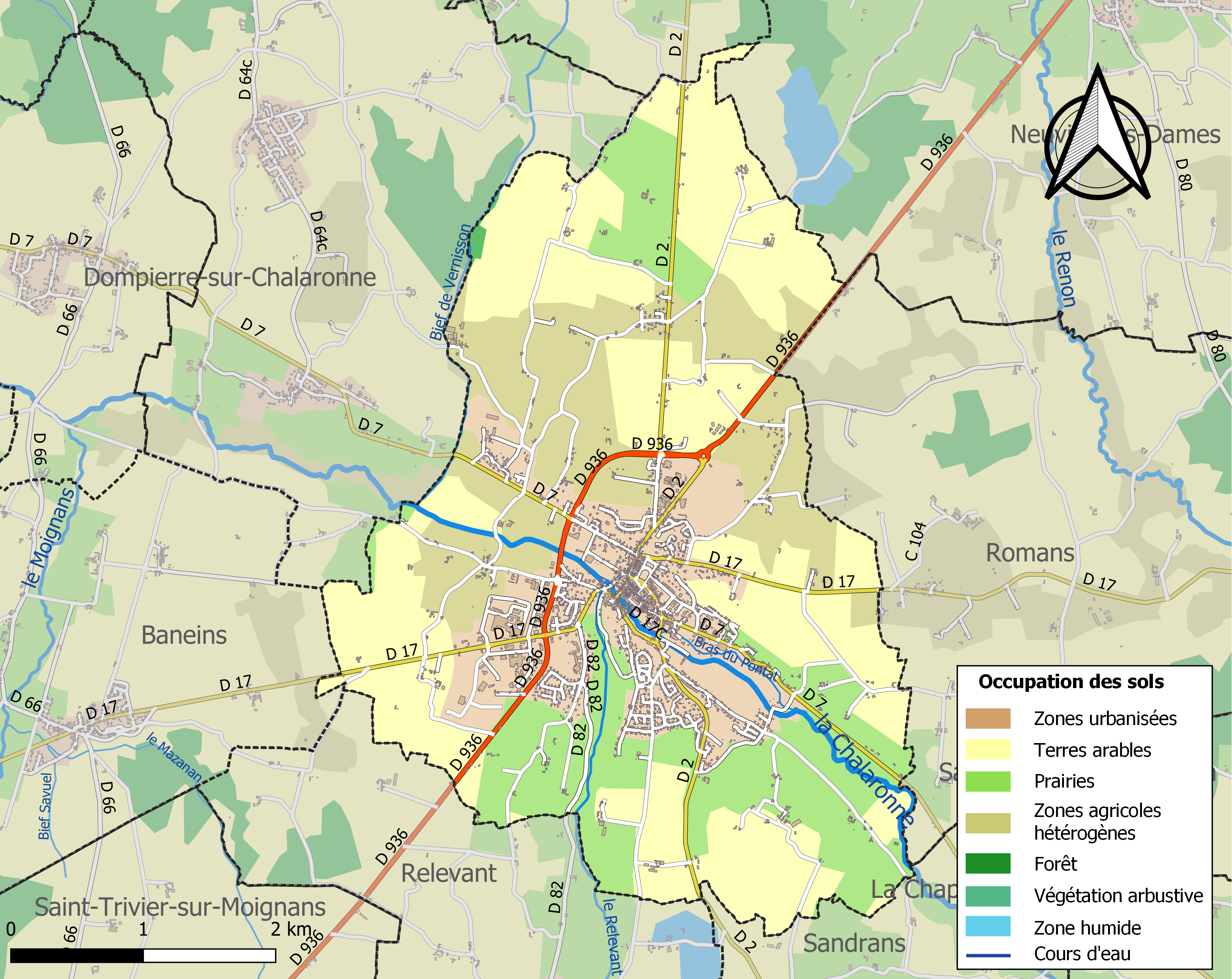
沙拉罗讷河畔沙蒂永土地利用情况地图

沙拉罗讷河畔沙蒂永是一个区域性的中心城市。截止2022年1月，沙拉罗讷河畔沙蒂永市镇范围内共有各类用人单位（包含自雇）903家，平均历史为17年，其中98.12%为中小型企业（PME）。（制药）、（工业设备销售）及（手工生产）是当地2020年营业额最高的三个企业，分别为118,500,132欧元、47,487,142欧元和12,679,699欧元。

## 财政与居民收入
2020年，沙拉罗讷河畔沙蒂永的财政收入总额为7,462,260欧元，财政支出总额为6,022,460欧元，当年的债务总额为11,170,700欧元。2021年，沙拉罗讷河畔沙蒂永共获得296,089欧元的国家财政补助，比上一年减少了7.42%。
2019年，沙拉罗讷河畔沙蒂永的人均月收入总额为2,221欧元，其中高级职员为3,743欧元，低于法国平均水平（4,230欧元）；中级职员为2,361欧元，低于法国平均水平（2,411欧元）；普通职员为1,696欧元，亦低于法国平均水平（1,740欧元）。
2018年，沙拉罗讷河畔沙蒂永境内的青壮年（15至64岁）失业率为10.7%，当地51.6%的家庭拥有纳税资格，平均纳税2,695欧元，低于法国平均水平（3,910欧元）。

## 社会事务

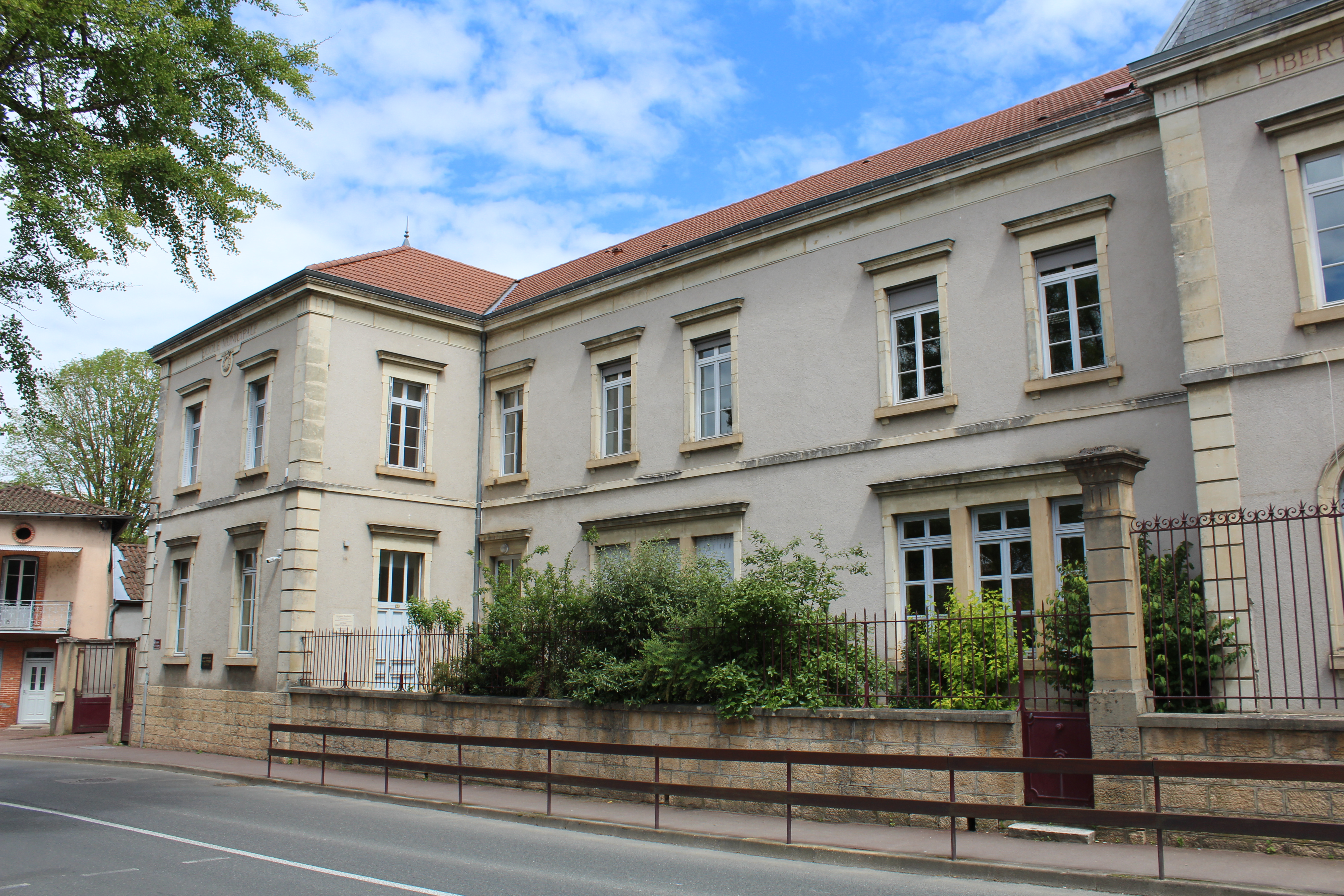
沙拉罗讷河畔沙蒂永的一所学校

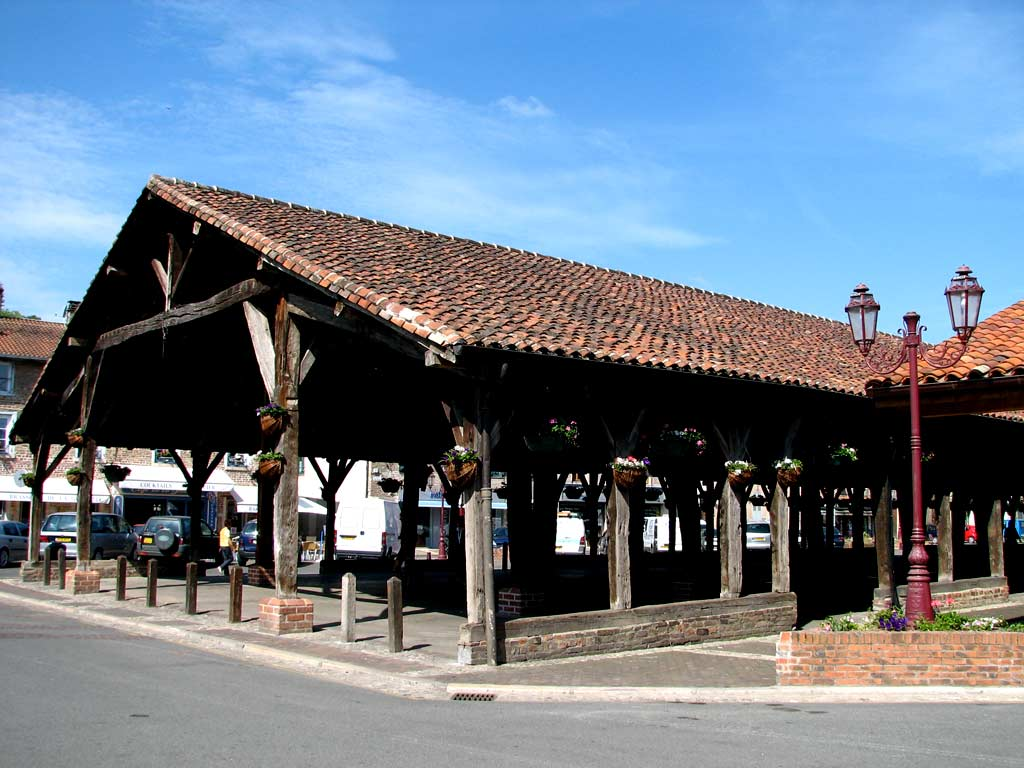
沙拉罗讷河畔沙蒂永的集市大堂

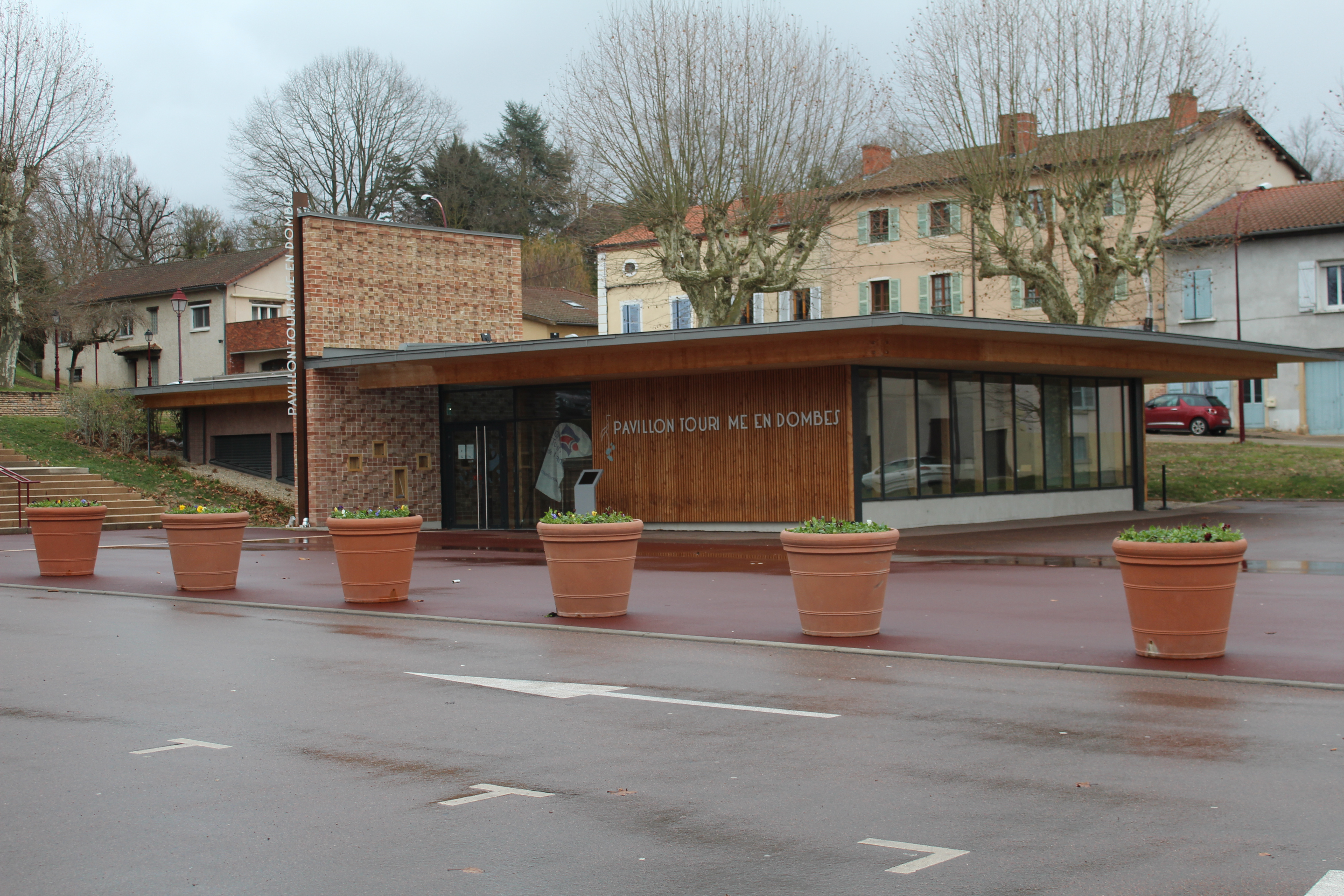
沙拉罗讷河畔沙蒂永旅游局

### 教育
沙拉罗讷河畔沙蒂永属于里昂学区。截止2020年1月1日，沙拉罗讷河畔沙蒂永境内共有1所幼儿园、2所小学、2所初级中学和1所职业高中。2018至2019学年度，沙拉罗讷河畔沙蒂永境内共有在校中等教育阶段学生1,030名。

### 医疗
截止2020年1月1日，沙拉罗讷河畔沙蒂永境内共有全科医生7名、保健师7名、牙医5名、护士16名和助产士2名。境内共有药房1家、养老院1家。
距离沙拉罗讷河畔沙蒂永最近的区域性医疗机构为索恩河畔自由城中心医院（Centre Hospitalier de Belleville-sur-Saône），其主病区位于博若莱地区贝尔维尔，距离沙拉罗讷河畔沙蒂永市区的正常车程约20分钟，该院设有床位58个。
沙拉罗讷河畔沙蒂永前往布雷斯地区布尔格、马孔和索恩河畔自由城三地中心医院的正常车程均在半小时左右。

### 住房
2018年，沙拉罗讷河畔沙蒂永境内共有各类住房2,542套，其中52.2%为独立式居民区，47.5%为集中式居民区。常住房屋占沙拉罗讷河畔沙蒂永市镇范围内居民建筑总量的88.2%。
在住房保障政策方面，2020年，沙拉罗讷河畔沙蒂永境内共有388户家庭获得了住房经济补助，受益人数占总人口数量的7.9%，其中373份为房租补助。

### 商业
2019年，沙拉罗讷河畔沙蒂永境内共有各类实体商铺183家，其中餐厅26家、大型超市3家、杂货店1家、面包房5家、肉铺3家、书店1家、银行门店6家、美容美发店12家、汽车维修店14家。市区东部建有一家Intermarché超市，西部则建有一家家乐福超市。

### 体育
2020年，沙拉罗讷河畔沙蒂永境内共有1家游泳池、2间体育馆、2座综合体育场、4处网球场、3处马术场、4处足球或橄榄球场以及1处篮球或排球场。
特雷武-沙蒂永橄榄球俱乐部（Rugby Trévoux-Châtillon）是当地的一支橄榄球俱乐部，其注册地址位于沙拉罗讷河畔栋皮埃尔境内，主场则位于特雷武。
截至2022年1月，沙拉罗讷河畔沙蒂永境内暂无注册足球俱乐部。

### 环境
沙拉罗讷河畔沙蒂永的环境事务由其所属的栋布市镇公共社区负责。2019年，沙拉罗讷河畔沙蒂永境内暂无污染企业。

### 治安
2019年，沙拉罗讷河畔沙蒂永市镇范围内有1处宪兵队。
沙拉罗讷河畔沙蒂永所在地是布雷斯地区布尔格警区的管辖范围。2020年，该警区辖区内共134个市镇累计发生各类案件4,131起，其中盗窃类案件2,093起，经济类案件688起，毒品交易类案件213起。

## 文化
2020年，沙拉罗讷河畔沙蒂永境内共有1家电影院和1家博物馆。沙拉罗讷河畔沙蒂永市政府提供多媒体中心，每周二、三、五、六向公众开放。

### 建筑
沙拉罗讷河畔沙蒂永境内有多处历史建筑，其中法国国家文物保护单位包括圣安德烈-圣樊尚德保罗教堂、沙拉罗讷河畔沙蒂永城堡等，沙拉罗讷河畔沙蒂永火车模型博物馆建于2000年，由当地铁路爱好者帕特里克·克罗勒（Patrick Crolle）创建，是当地的一处重要旅游景点。

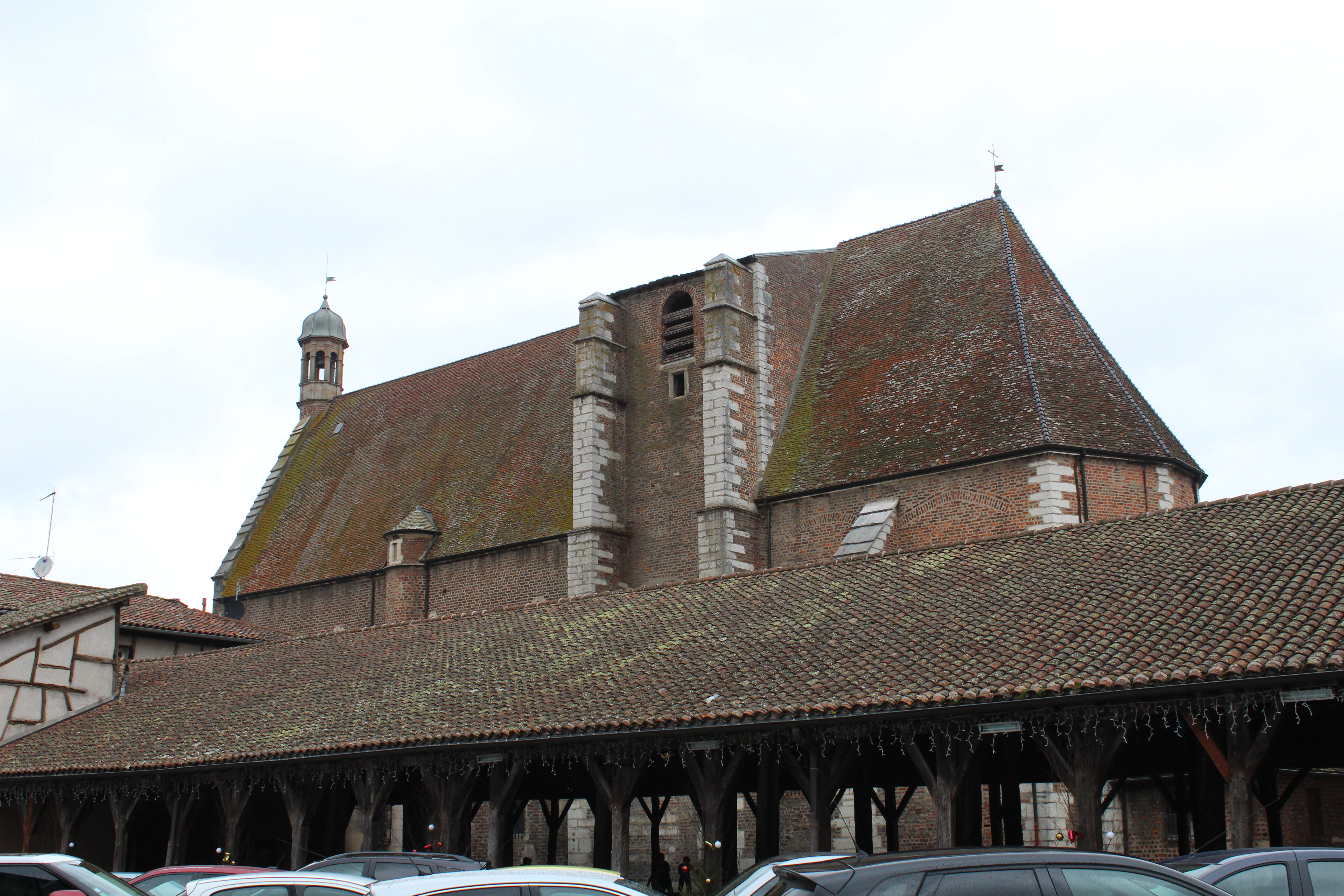
圣安德烈-圣樊尚德保罗教堂（法语：Église Saint-André-et-Saint-Vincent-de-Paul de Châtillon-sur-Chalaronne）
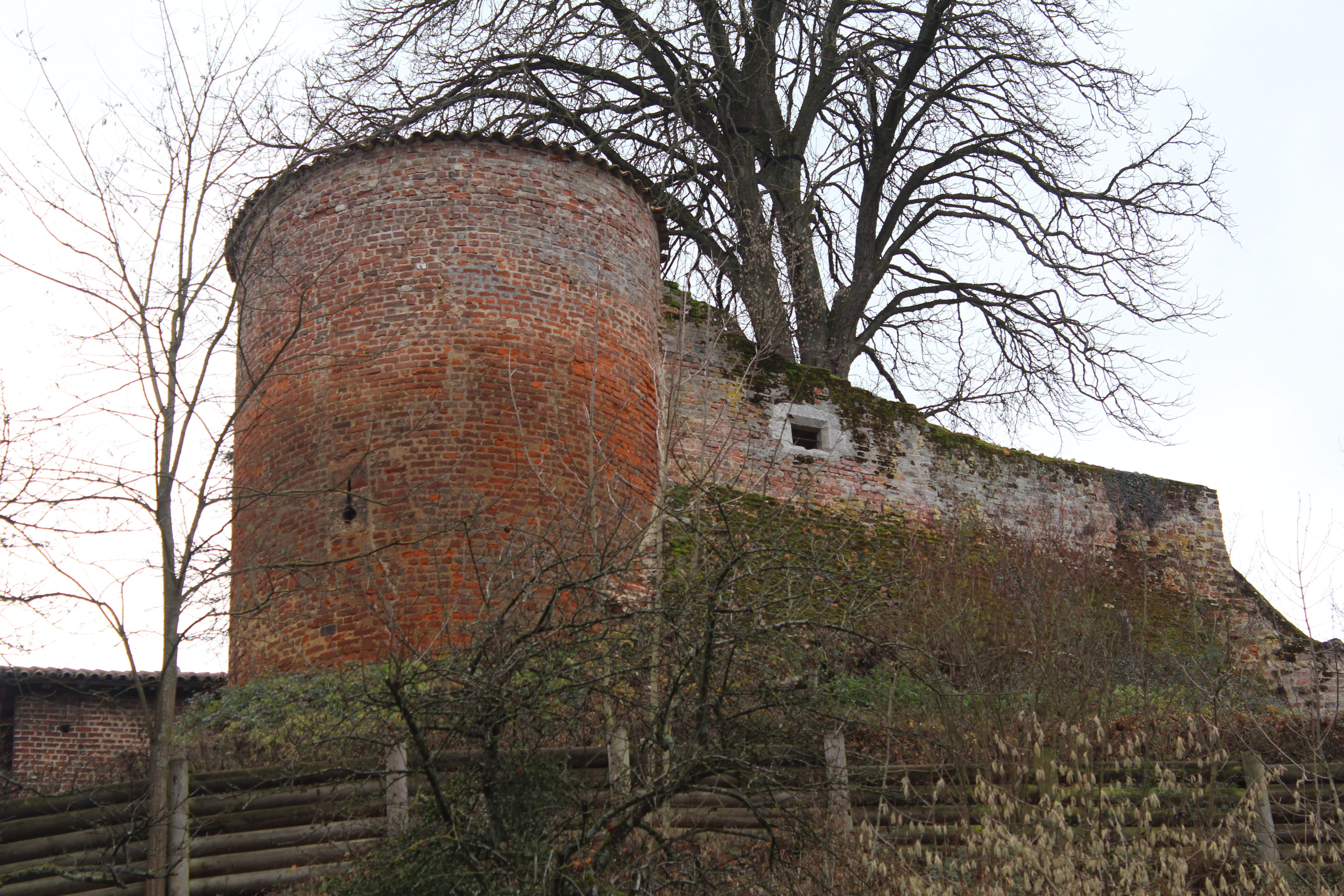
沙拉罗讷河畔沙蒂永城堡（法语：Château de Châtillon-sur-Chalaronne）
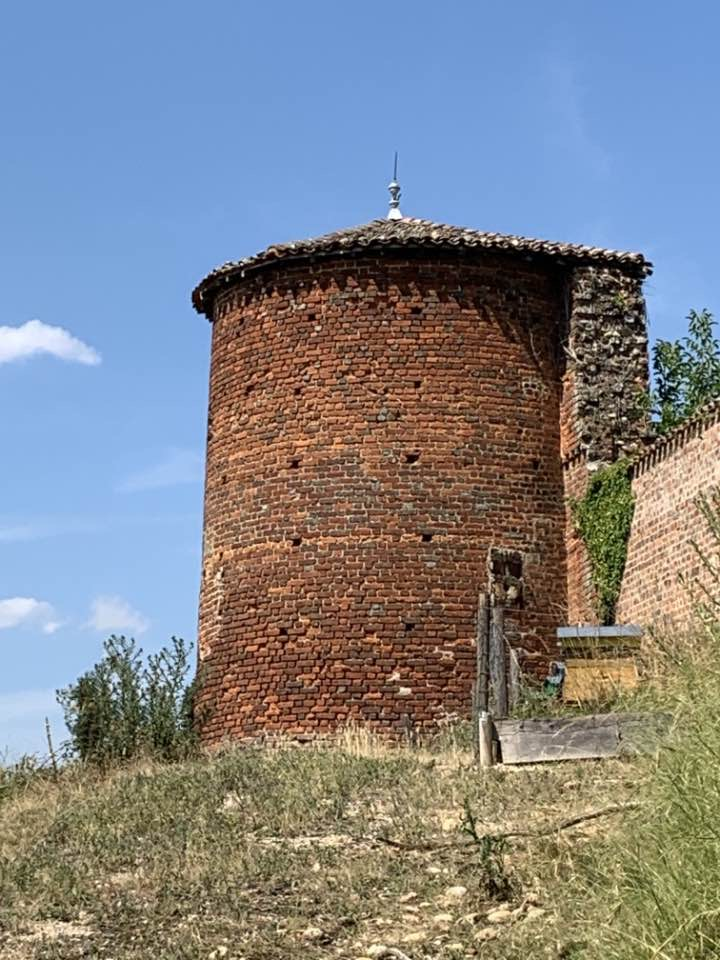
城堡碉楼
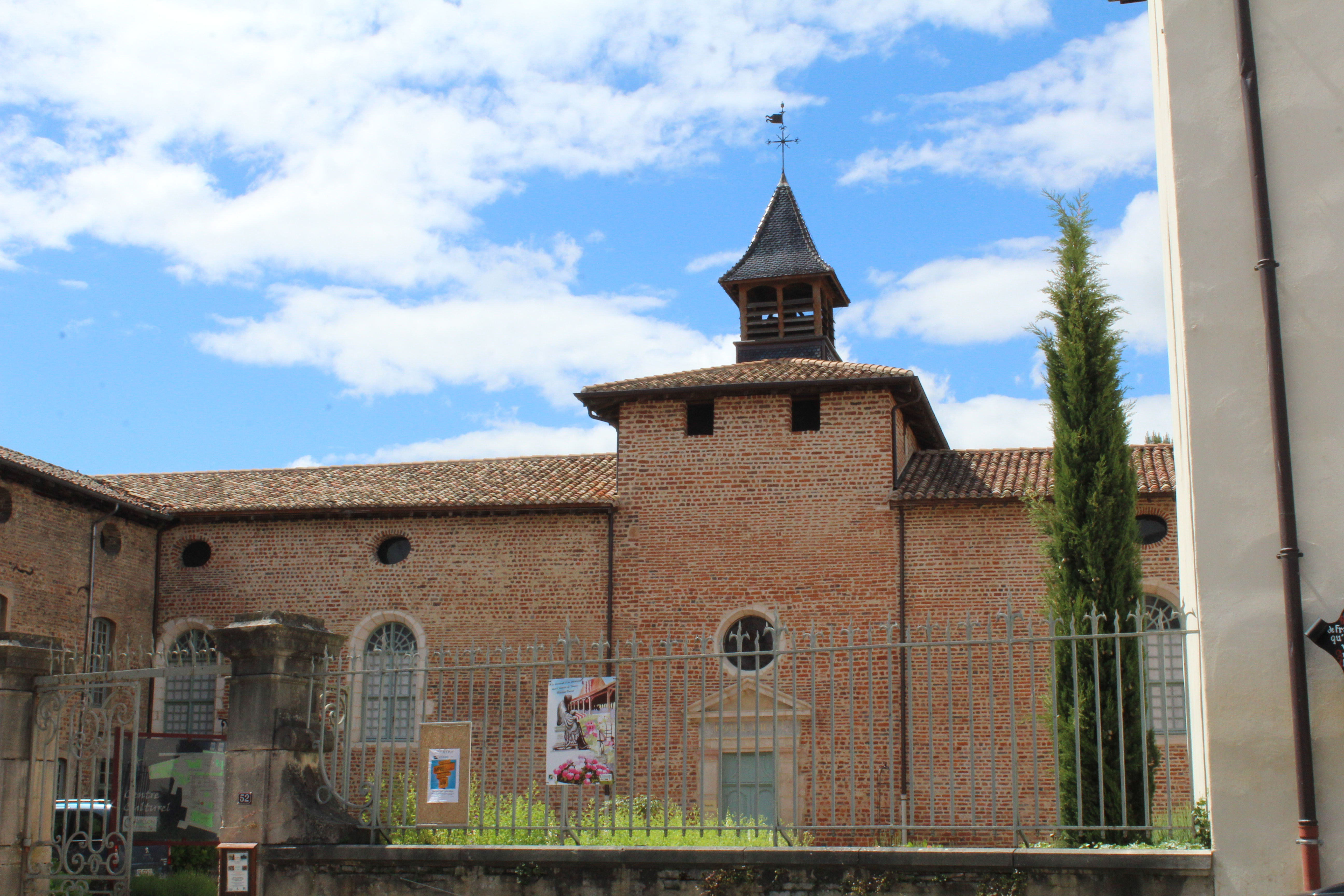
神学院（法语：Hospice de Châtillon-sur-Chalaronne）
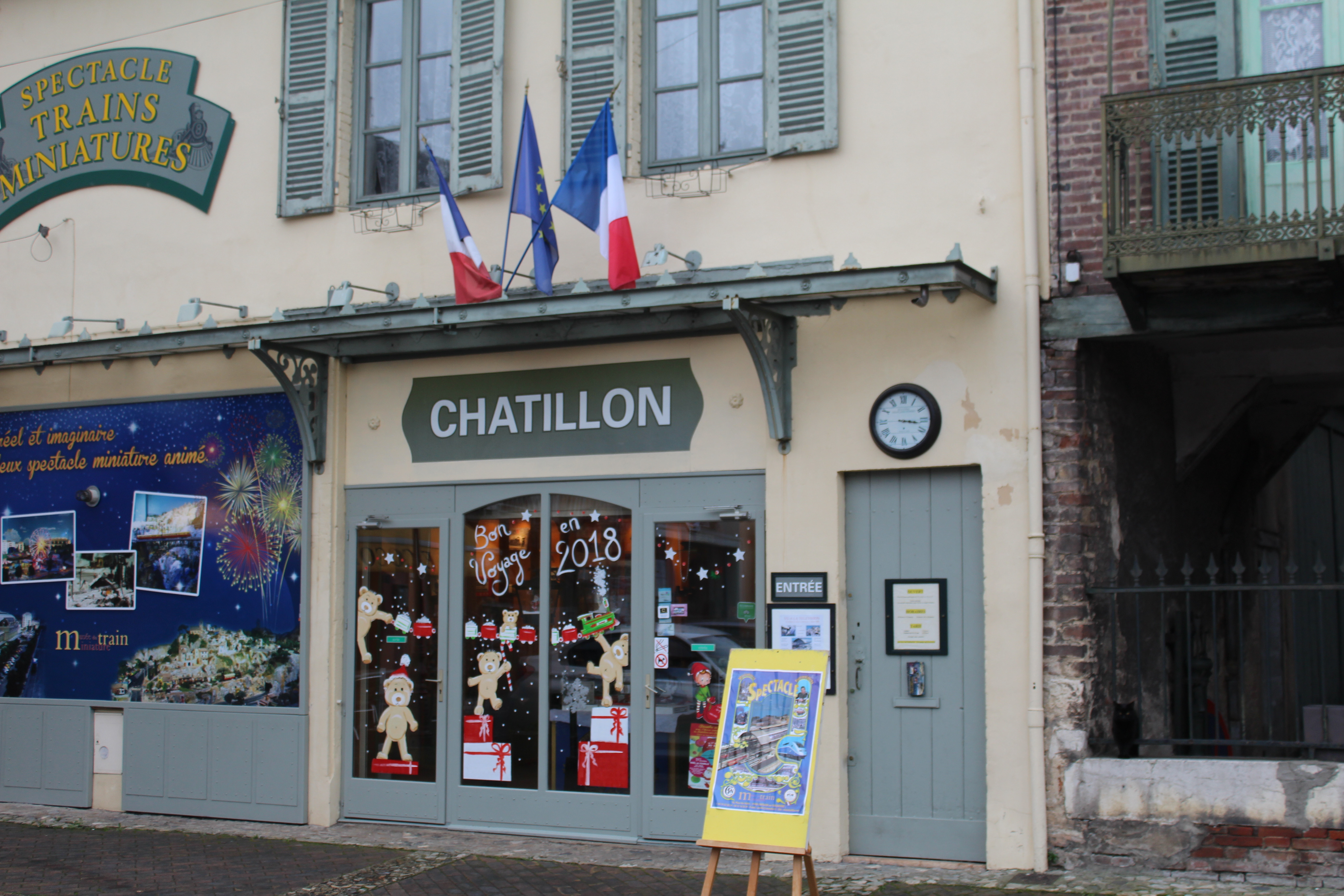
火车模型博物馆（法语：Musée du train miniature de Châtillon-sur-Chalaronne）
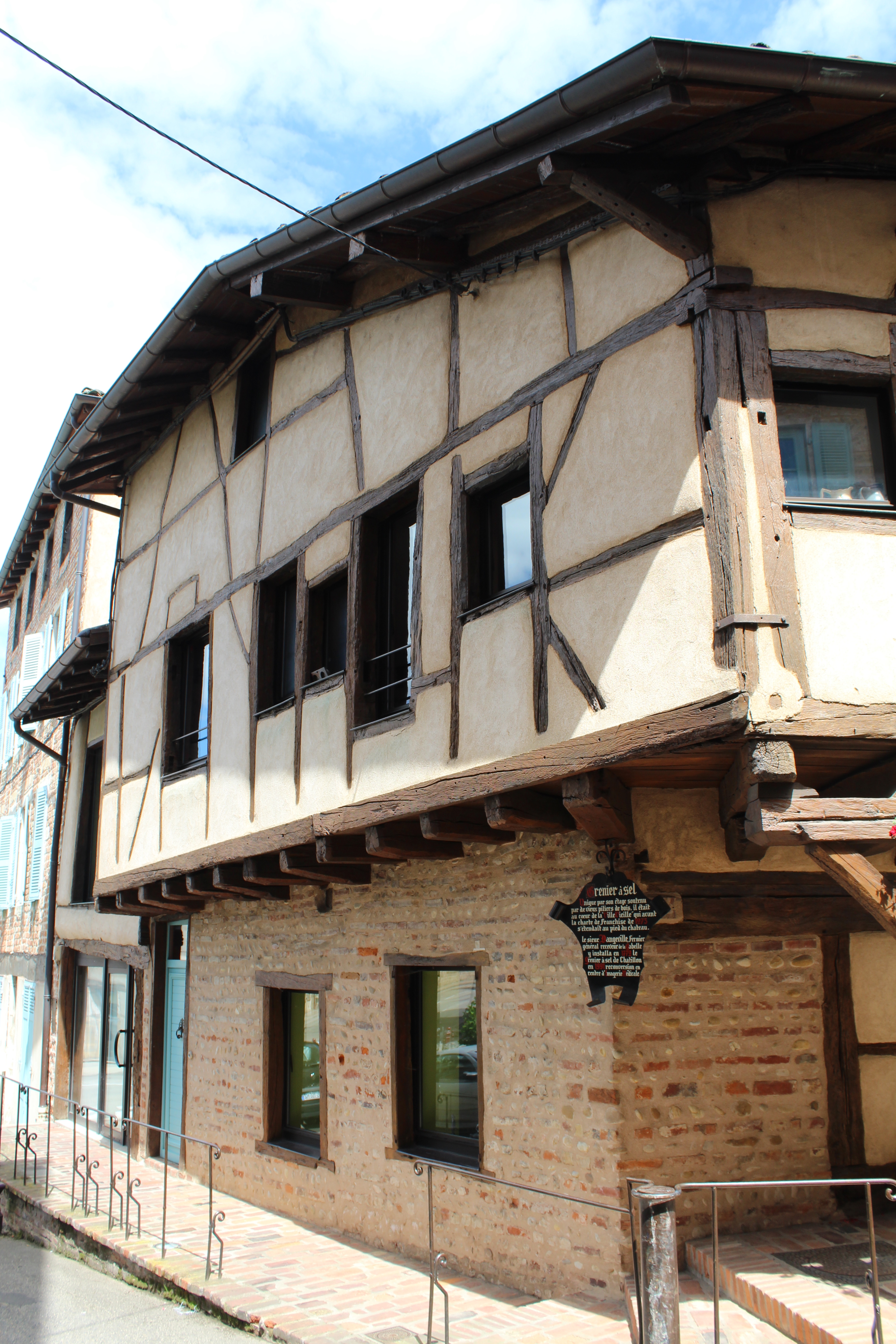
传统建筑
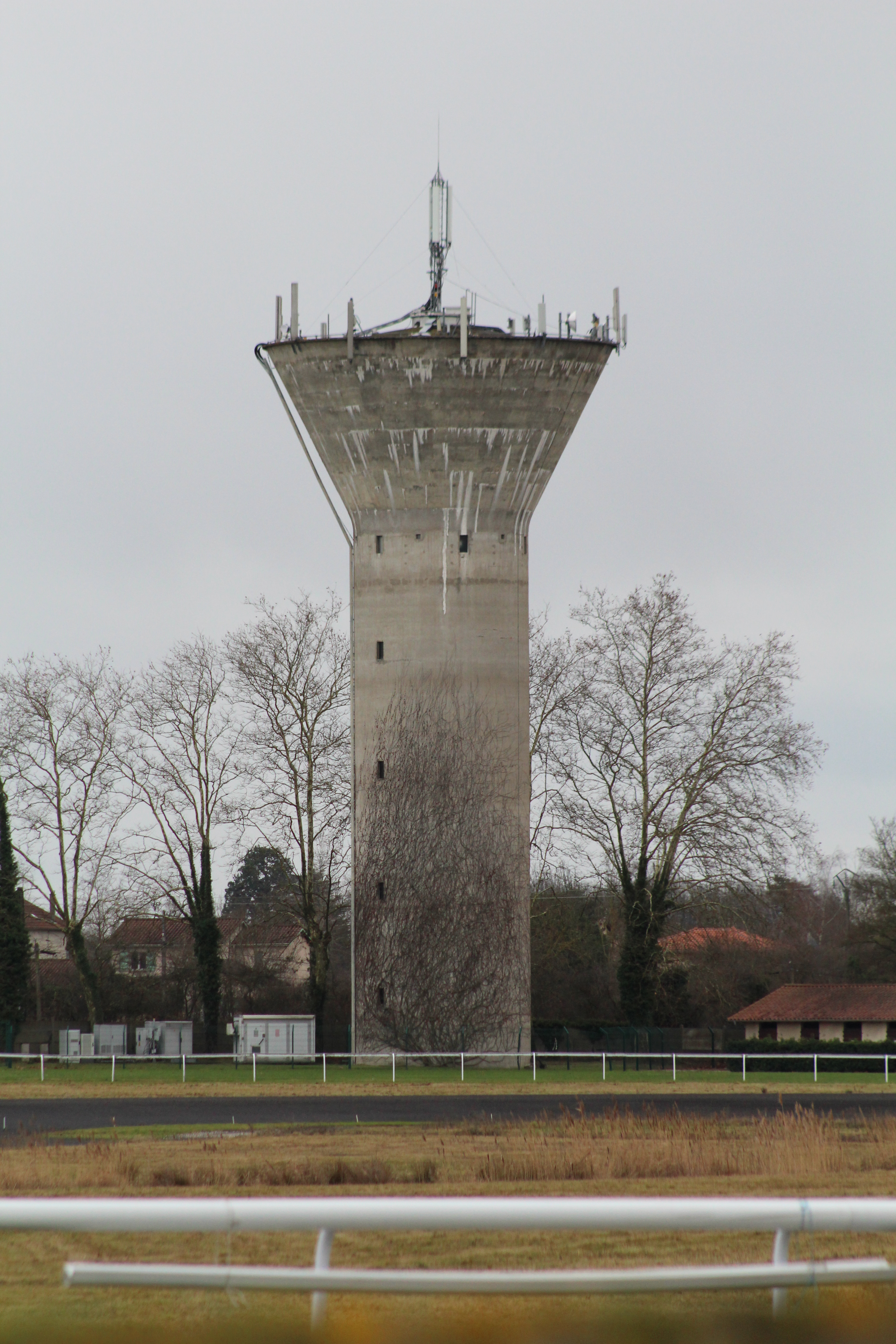
水塔

### 旅游
沙拉罗讷河畔沙蒂永的旅游事务由其所属的栋布市镇公共社区负责。2021年，沙拉罗讷河畔沙蒂永境内共有4家酒店共计51间房间；另有1个露营地，可容纳共115辆露营车。

### 媒体
法国主要的媒体均可在沙拉罗讷河畔沙蒂永接收，法国电视三台下属的奥弗涅-罗讷-阿尔卑斯大区频道在部分时段播出沙拉罗讷河畔沙蒂永所属区域的地方新闻。《安省之声》、《进步报》、Scoop广播等是当地的主要地方性媒体。

## 相关人物
法国植物学家菲利伯·康默森出生于沙拉罗讷河畔沙蒂永。

## 友好城市
截至2022年1月，沙拉罗讷河畔沙蒂永共与两座城市互为友好城市关系：
- 德国 韦希特斯巴赫
- 羅馬尼亞 科尔恰格乡